# Bet ha-Szitta
Bet ha-Szitta (hebr. בית השיטה; ang. Beit HaShita) – kibuc położony w Samorządzie Regionu Ha-Gilboa, w Dystrykcie Północnym, w Izraelu. Członek Ruchu Kibuców (Ha-Tenu’a ha-Kibbucit).

## Położenie
Kibuc Bet ha-Szitta jest położony na wysokości od 65 metrów p.p.m. do 10 metrów n.p.m. na północnej krawędzi Doliny Charod, na północy Izraela. Dolina Charod jest położona między Doliną Jezreel a Doliną Bet Sze’an w Dolnej Galilei. Kibuc Bet ha-Szitta leży na samym skraju Doliny Charod, u podnóża płaskowyżu Ramot Jissachar (wznosi się w tej okolicy na wysokość 84 metrów n.p.m.). Z wyżyny spływają strumienie: na zachód od kibucu strumień Kipodan, a na wschodzie Pachat i Nachum. Zasilają one przepływającą na południe od kibucu rzekę Charod, której wody są wykorzystywane do zasilania licznych stawów hodowlanych. Teren położony na południe od kibucu jest płaski, i lekko opada w kierunku wschodnim do depresji Doliny Jordanu. W odległości 3 km na południe od kibucu wznoszą się strome zbocza Wzgórz Gilboa (dochodzą w tym rejonie do wysokości 497 metrów n.p.m. – góra Har Barkan). W otoczeniu kibucu Bet ha-Szitta znajdują się kibuce Sede Nachum, Nir Dawid, Bet Alfa, Chefci-Bah, Tel Josef i Newe Ur, moszaw Ramat Cewi, oraz wieś komunalna Moledet. We Wzgórzach Gilboa przebiega mur bezpieczeństwa oddzielający terytorium Izraela od Autonomii Palestyńskiej. Po stronie palestyńskiej jest wieś Arabbuna.
Bet ha-Szitta jest położony w Samorządzie Regionu Ha-Gilboa, w Poddystrykcie Jezreel, w Dystrykcie Północnym Izraela.

## Historia

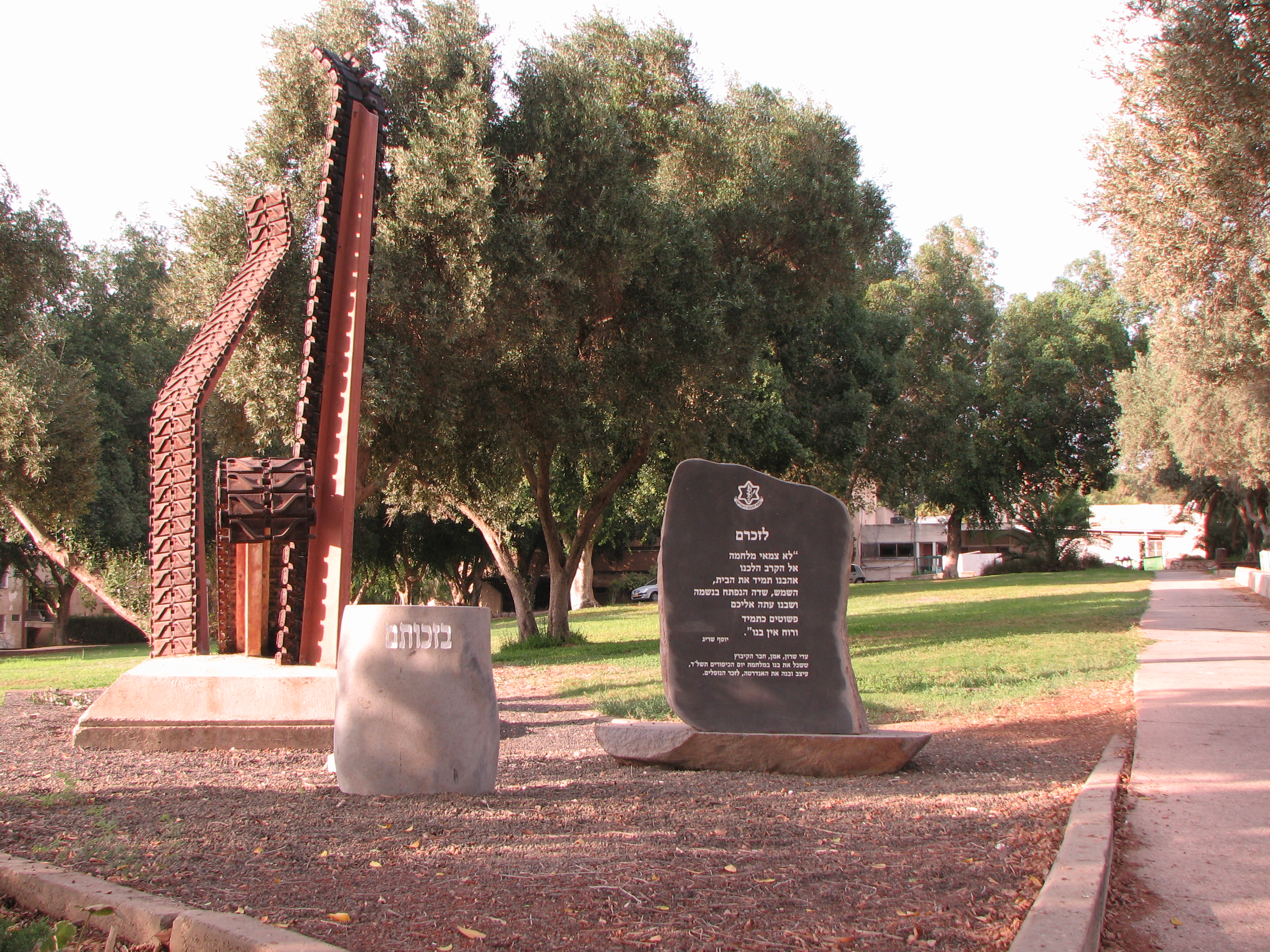
Pomnik poległych mieszkańców kibucu Bet ha-Szitta

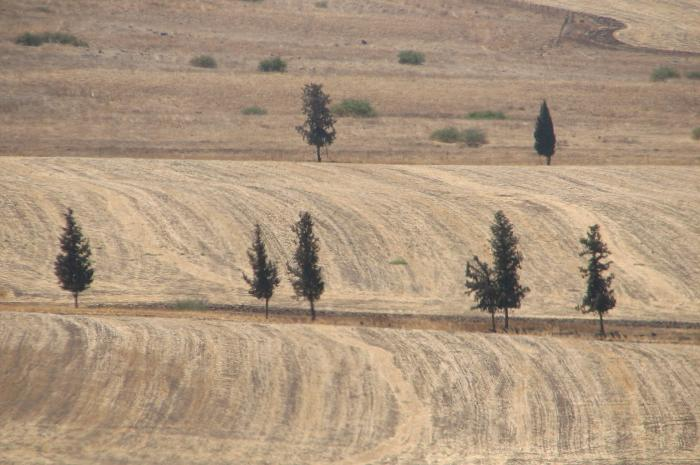
Pola w otoczeniu kibucu Bet ha-Szitta

Pierwotnie w miejscu tym istniało biblijne miasto Bet ha-Szszitta. Następnie istniała tutaj arabska wieś Szatta. Po I wojnie światowej w 1918 roku cała Palestyna przeszła pod panowanie Brytyjczyków, który w 1921 roku utworzyli Brytyjski Mandat Palestyny. Umożliwiło to rozwój osadnictwa żydowskiego w Palestynie. W latach 20. XX wieku żydowskie organizacje syjonistyczne zaczęły wykupywać grunty w Dolinie Charod. W takich okolicznościach wykupiono grunty arabskiej wioski Szatta, a następnie opuścili ją jej mieszkańcy. W połowie lat 30. XX wieku organizacje syjonistyczne postanowiły rozpocząć ekspansję na Wyżynę Issachar. Jako punkt wyjścia utworzono w 1935 roku kibuc Bet ha-Szitta.
Grupa założycielska kibuc zawiązała się w 1928 roku. W jej skład weszli absolwenci Gimnazjum Herzlija w Tel Awiwie, którzy w kolejnych latach wspólnie pracowali w różnych żydowskich osadach rolniczych. W 1931 roku przyjechali do Doliny Charod i zamieszkali w kibucu Kefar Jechezkel. Do grupy dołączyli tutaj nowi imigranci z Niemiec, a następnie wszyscy razem przenieśli się do kibucu En Charod. W 1935 roku założyli swój własny kibuc Bet ha-Szitta, który pierwotnie znajdował się na miejscu arabskiej wioski Szatta. Rok później przeniesiono jego lokalizację na dzisiejsze miejsce. Rozwojowi gospodarczemu sprzyjał dostęp do linii kolejowej Doliny – przy kibucu znajdowała się stacja kolejowa. Podczas arabskiego powstania w Palestynie (1936–1939) Brytyjczycy wybudowali na ruinach sąsiedniej wioski Szatta fort policji Fort Tegart Shata (obecnie więzienie Szitta). Zapewniło to ochronę sąsiednich osad żydowskich. W następnych latach w kibucu osiedlili się imigranci z Polski i Rumunii. W poszukiwaniu skutecznego rozwiązania narastającego konfliktu izraelsko-arabskiego w dniu 29 listopada 1947 roku została przyjęta Rezolucja Zgromadzenia Ogólnego ONZ nr 181. Zakładała ona między innymi, że kibuc Bet ha-Szitta miał znaleźć się w granicach nowo utworzonego państwa żydowskiego. Arabowie odrzucili tę rezolucję i dzień później doprowadzili do wybuchu wojny domowej w Mandacie Palestyny. Od samego początku wojny okoliczne wioski były wykorzystywane przez arabskie milicje, które sparaliżowały żydowską komunikację w całym regionie. Z tego powodu siły żydowskiej Hagany przeprowadziły szereg operacji, zajmując i wysiedlając okoliczne wioski arabskie. W wyniku I wojny izraelsko-arabskiej (1948–1949) cała okolica znalazła się w państwie Izrael, co umożliwiło dalszy stabilny rozwój kibucu Bet ha-Szitta. Po wojnie kibuc przejął część gruntów rolnych zniszczonej wsi arabskiej al-Murassas. W 1952 roku doszło do wewnętrznego rozłamu Ruchu Kibuców, w wyniku którego nastąpiła wymiana części mieszkańców z kibucami Ajjelet ha-Szachar i Tel Josef. Podczas wojny Jom Kipur w 1973 roku zginęło 11 mieszkańców Bet ha-Szitta. Była to największa liczba poległych w stosunku do populacji miejscowości. Z tego powodu kibuc długo był pogrążony w smutku, a wydarzenie jest upamiętnione pomnikiem. W latach 90. XX wieku kibuc znalazł się w trudnościach finansowych, które wymusiły przeprowadzenie w 2003 procesu prywatyzacji. Zachowano kolektywną organizację instytucji kultury, edukacji i ochrony zdrowia. W 2008 roku rozpoczęto budowę nowego osiedla mieszkaniowego, które jest położone na zboczu na wschód od osady (w miejscu pierwotnej lokalizacji kibucu). Powstanie tutaj 110 nowych domów jednorodzinnych.

## Demografia
Większość mieszkańców kibucu jest Żydami, jednak nie wszyscy identyfikują się z judaizmem. Tutejsza populacja jest świecka:

## Gospodarka i infrastruktura
Gospodarka kibucu opiera się na intensywnym rolnictwie, sadownictwie, hodowli bydła mlecznego i stawach hodowlanych ryb. Na południe od kibucu znajduje się pas startowy wykorzystywane przez samoloty rolnicze. Zakład Beit HaShita produkuje żywność, głównie marynowane oliwki. Firma BHC produkuje mechaniczne urządzenia rolnicze. W kibucu jest przychodnia zdrowia z gabinetem fizykoterapii, gabinet kosmetyczny, sklep wielobranżowy, stacja benzynowa i warsztat mechaniczny.

## Transport
Z kibucu wyjeżdża się na południe na drogę nr 71, którą jadąc na wschód dojeżdża się do skrzyżowania z prowadzącą na południe drogą nr 669 (do kibuców Bet Alfa i Chefci-Bah) i dalej do kibucu Sede Nachum, lub jadąc na zachód dojeżdża się do więzienia Szitta i dalej do bloku osiedli składających się z kibuców Tel Josef, En Charod Ichud i En Charod Me’uchad.

## Edukacja i kultura
Kibuc utrzymuje przedszkole. Starsze dzieci są dowożone do szkoły podstawowej i średniej w kibucu En Charod Me’uchad. W kibucu znajduje się ośrodek kultury z biblioteką, basen kąpielowy, sala sportowa z siłownią, oraz korty tenisowe. W 1985 roku kibuc uruchomił program wymiany młodzieży ze Stanów Zjednoczonych. Młodzi licealiści mogą przyjechać tutaj razem z rodzinami, i poznawać Ziemię Izraela z jej kulturą. Przy kibucu powstał mały ogród zoologiczny oraz restauracja sieci Burger King.

## Turystyka
W kibucu istnieje możliwość wynajęcia pokoi noclegowych. W najbliższej okolicy znajdują się pozostałości kościoła z okresu bizantyjskiego, oraz fragmenty kolumn i miejsca pochówków z okresu rzymskiego. Z kibucu prowadzi także szlak turystyczny na północ, na krawędź płaskowyżu Wyżyny Issachar. W 1976 roku wybudowano tutaj punkt widokowy, który w 2006 roku zmodernizowano. Rozciąga się stąd panorama na całą okolicę.